# Hyacinthe Rigaud

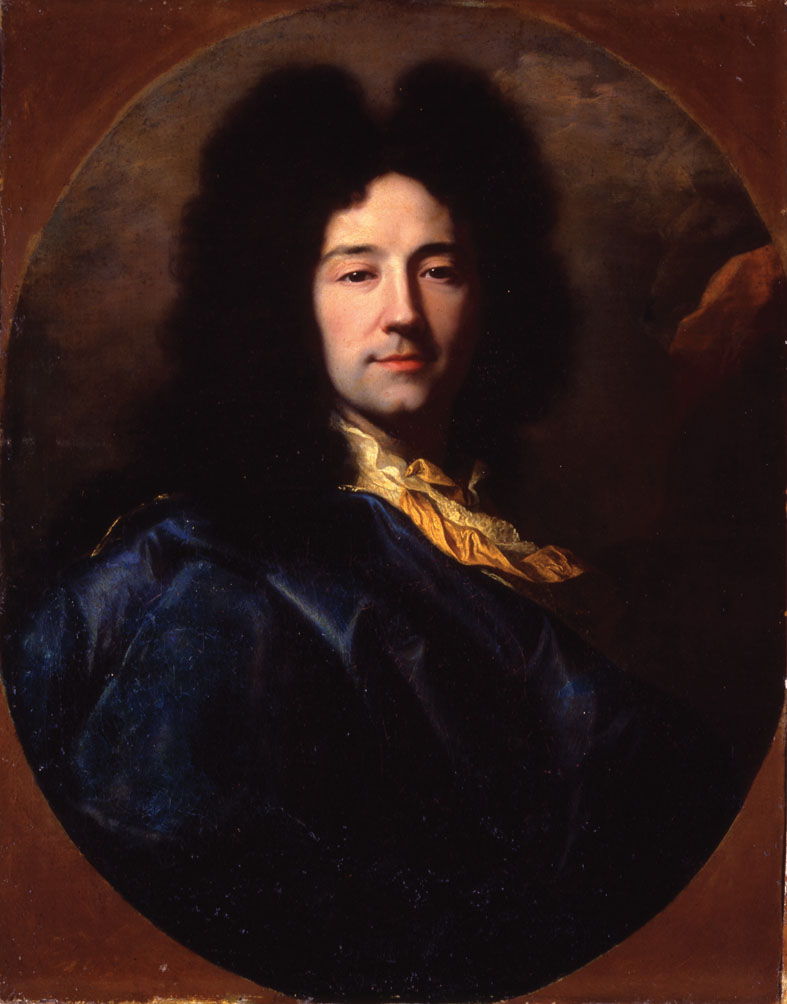
Hyacinthe Rigaud, Autoportret.

Hyacinthe Rigaud (Hyacinthe-François-Honoré-Mathias-Pierre Martyr-André Jean Rigau y Ros) (n.18 iulie 1659 Perpignan, Franța – d. 29 decembrie 1743, Paris) a fost cel mai important portretist din perioada Ancien Régime.

## Biografie
Hyacinthe Rigaud s-a născut la Perpignan (Pyrénées-Orientales), ca urmaș al unei familii cu un lung șir de artiști din Roussillon și fratele mai mare al unui alt pictor, Gaspard Rigaud. A început pregătirea în croitorie în atelierul tatălui său, dar și-a perfecționat abilitățile de pictor cu Antoine Ranc la Montpellier începând cu 1671, înainte de a se muta la Lyon patru ani mai târziu. A devenit familiar cu pictura flamandă, olandeză și italiană, în special cea al lui Rubens, Van Dyck, Rembrandt și Titian, ale căror lucrări mai târziu le-a colectat.
Ajungând la Paris în 1681, a câștigat Prix de Rome în 1682, însă la sfatului lui Charles Le Brun nu a făcut călătoria la Roma pentru a ridica premiul. În 1700 a fost primit în Academia Regală de pictură și sculptură, de unde s-a retras în 1735.

## Galerie

Robert de Cotte (1656-1735)
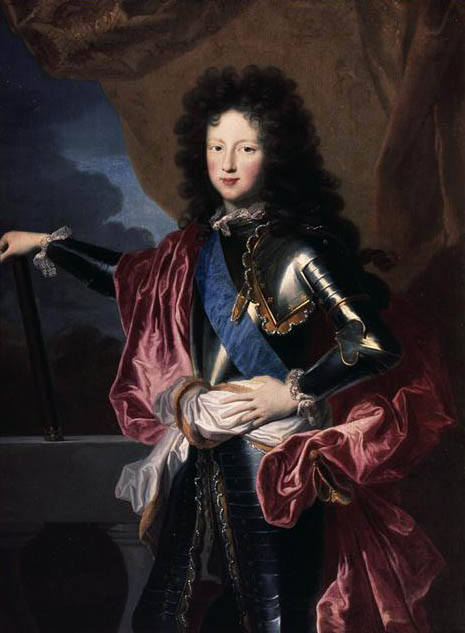
Portrait of Philippe II, Duke of Orléans (1674–1723)
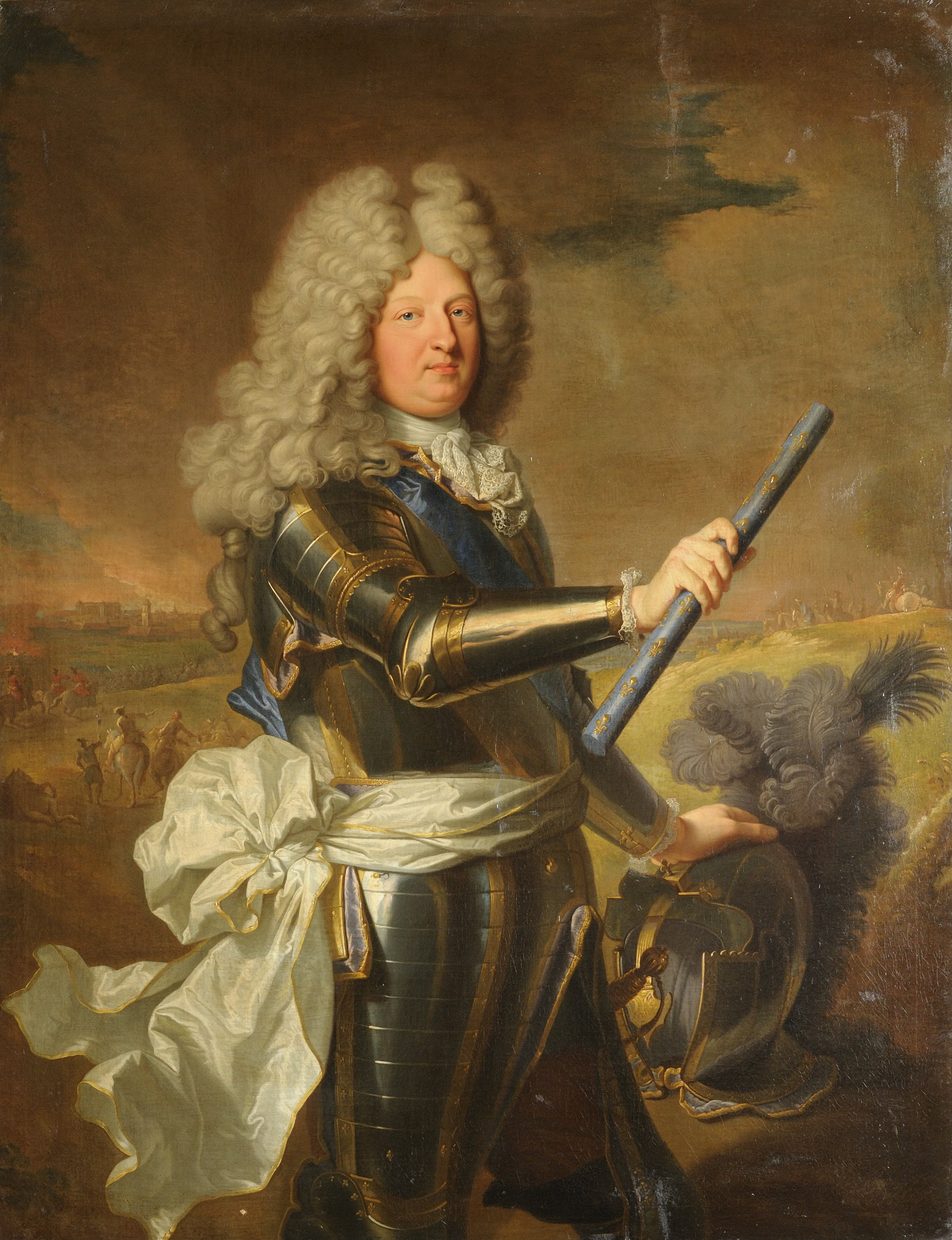
Louis de France, Dauphin (1661-1711),  le Grand Dauphin
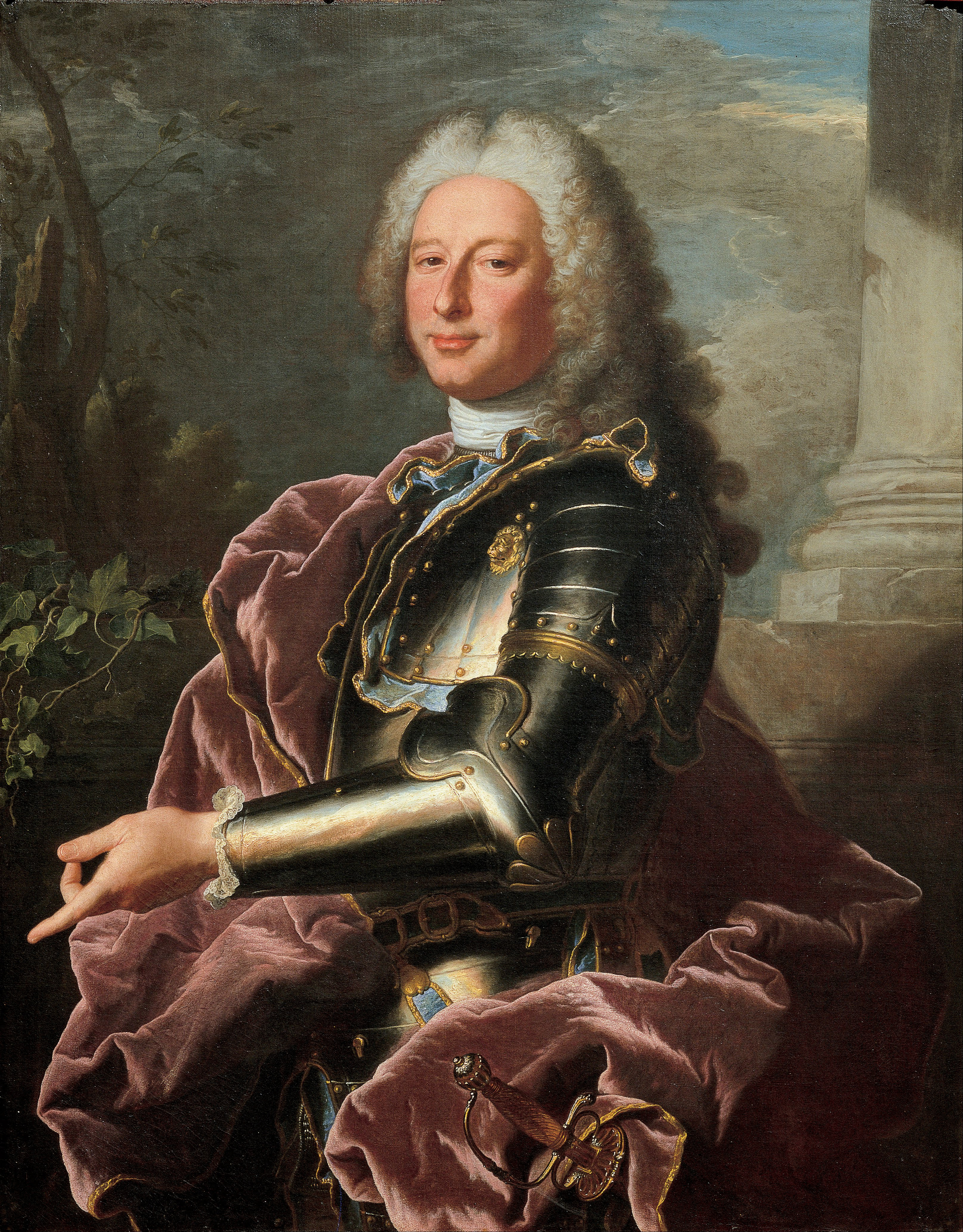
Gian Francesco II Brignole Sale, Doge of Genoa
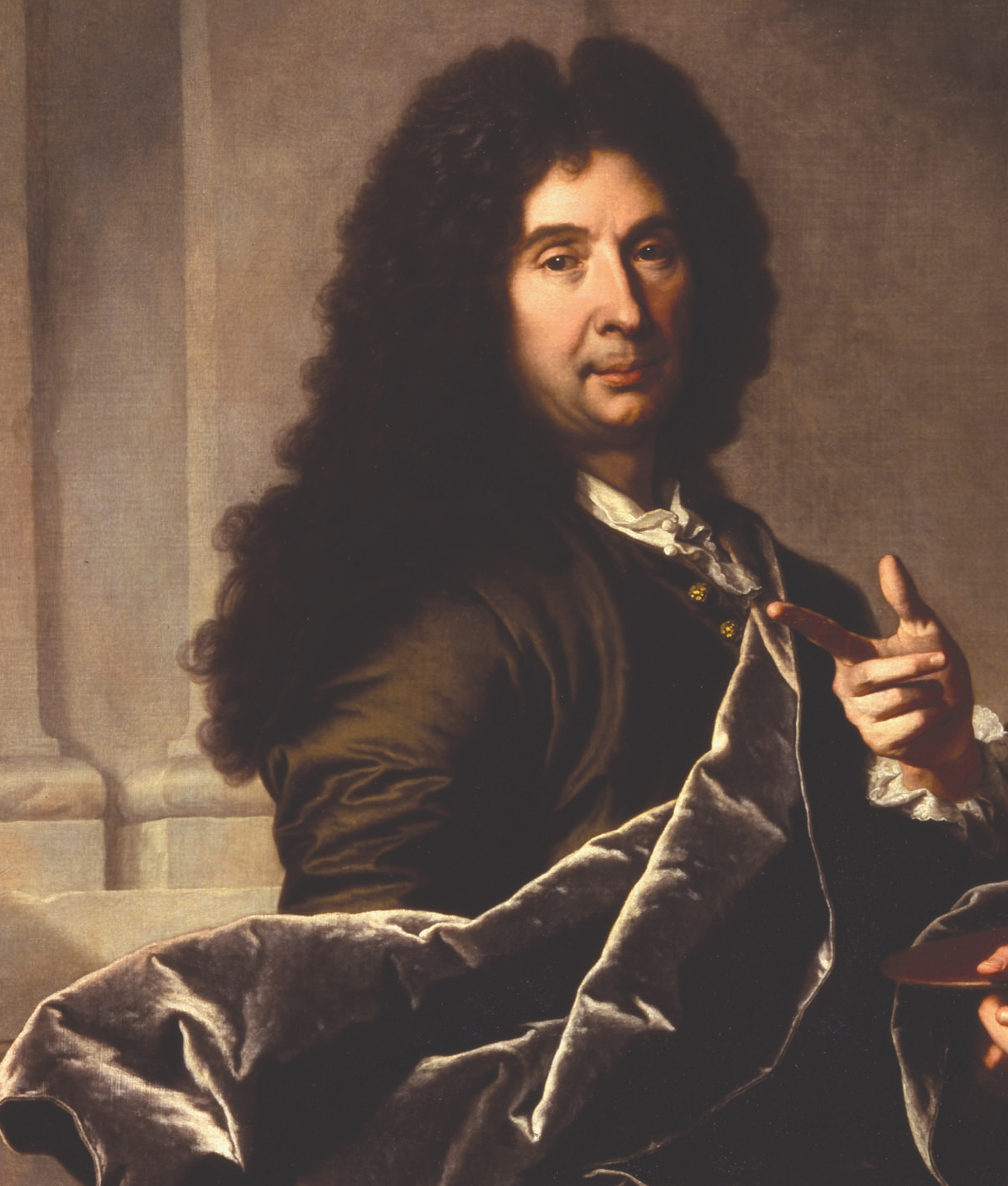
Charles Le Brun
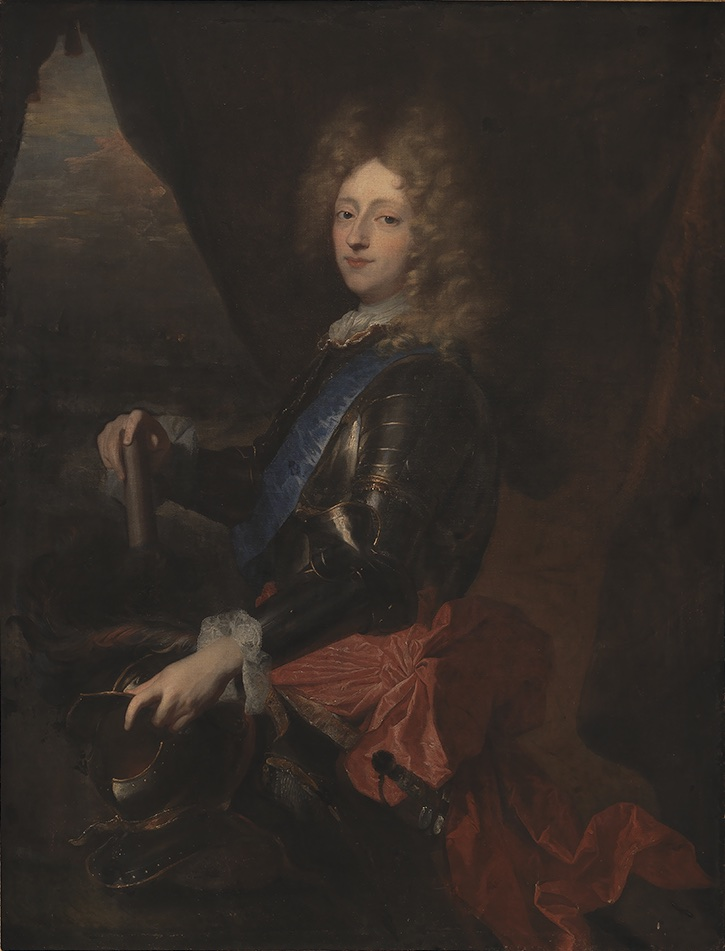
Frederick IV of Denmark as crown-prince
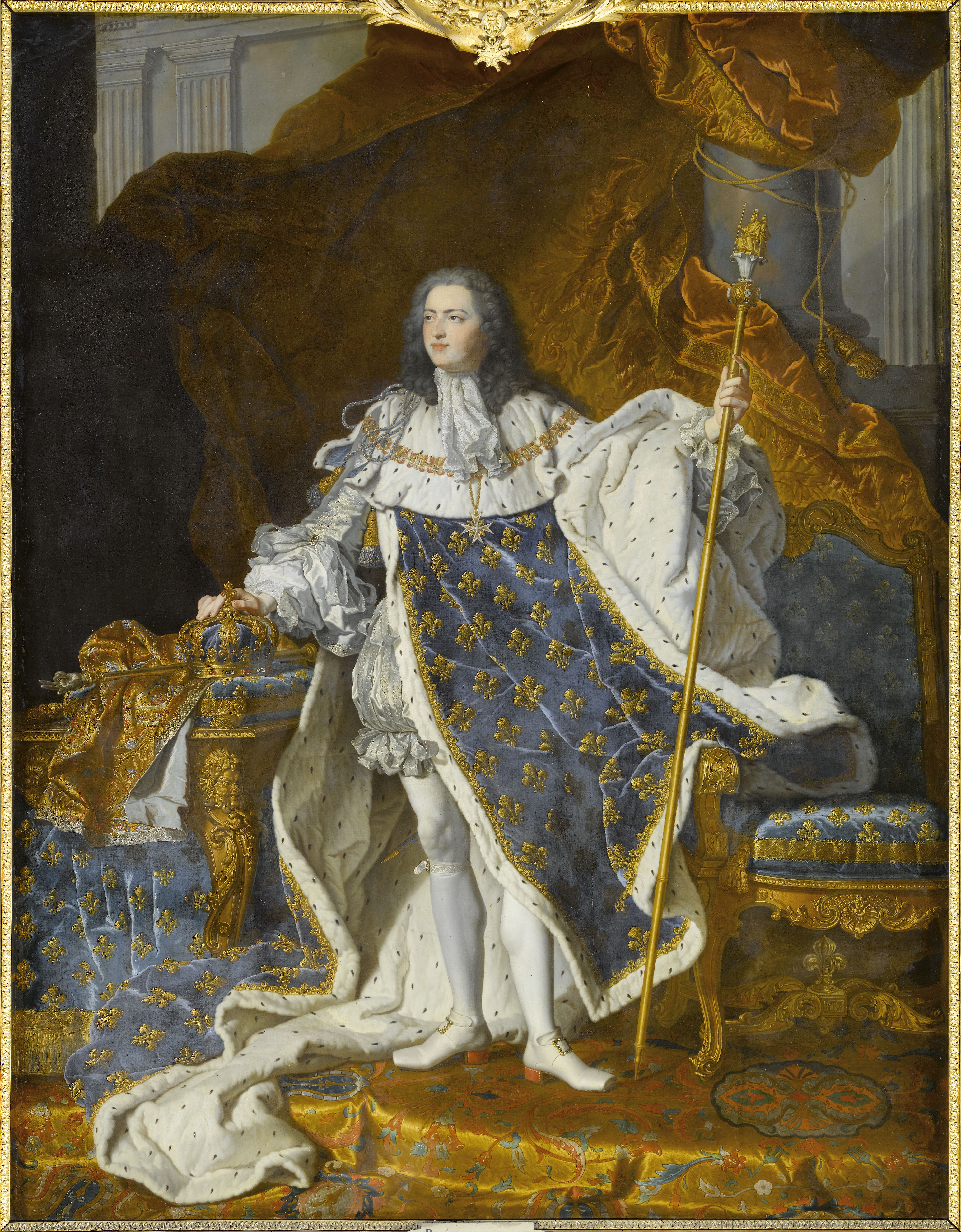
Louis XV, (1727–1729), Versailles
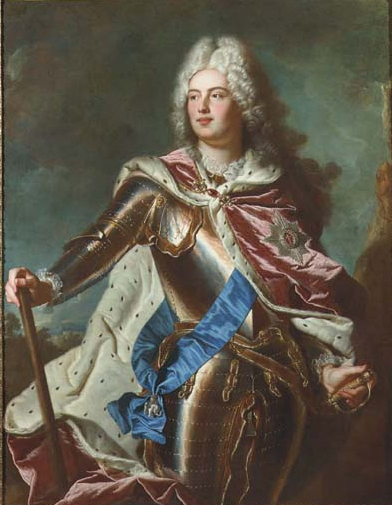
Augustus III of Poland
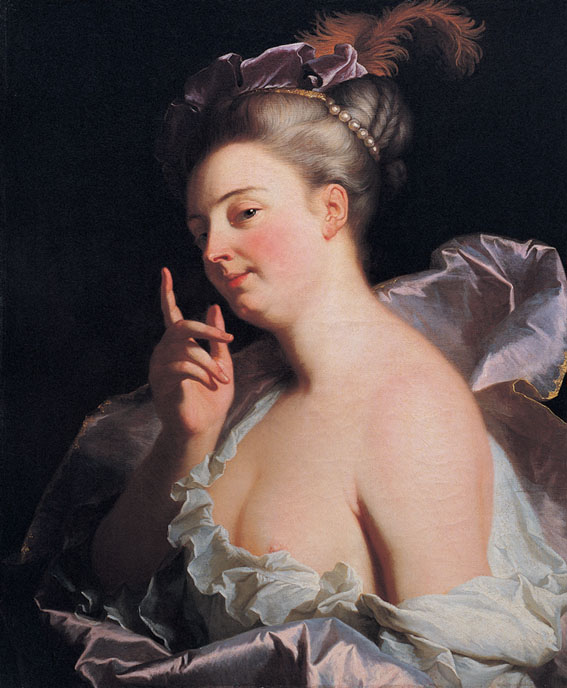
La Menasseuse
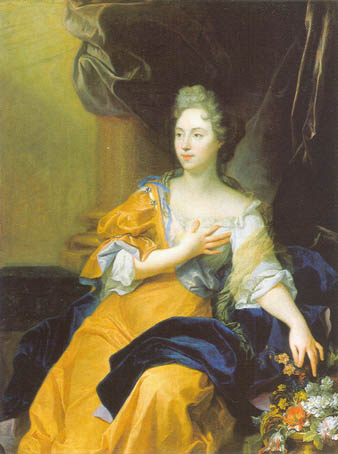
Suzanne de Bourbers de Bernâtre
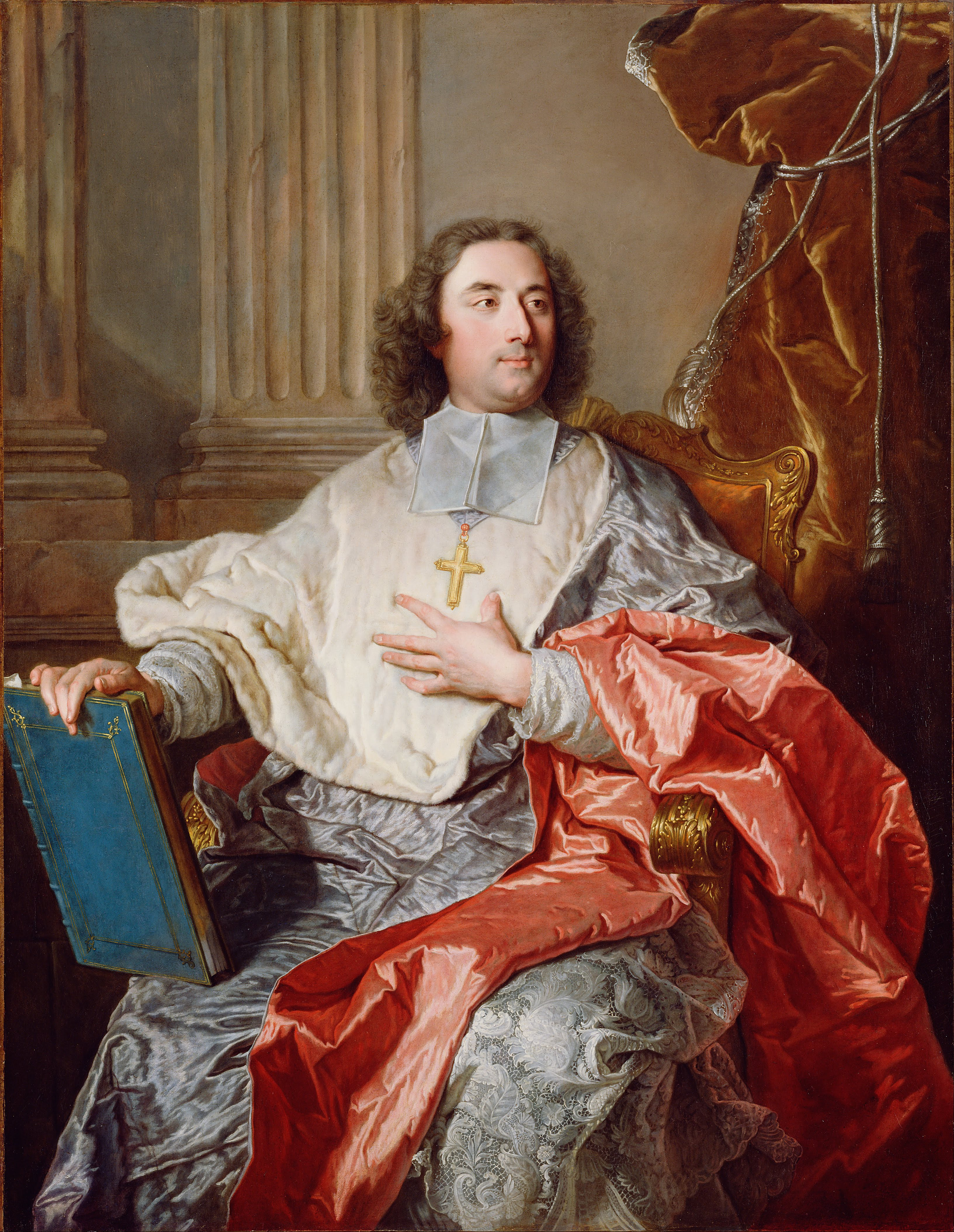
Charles de Saint-Albin, Archbishop of Cambrai
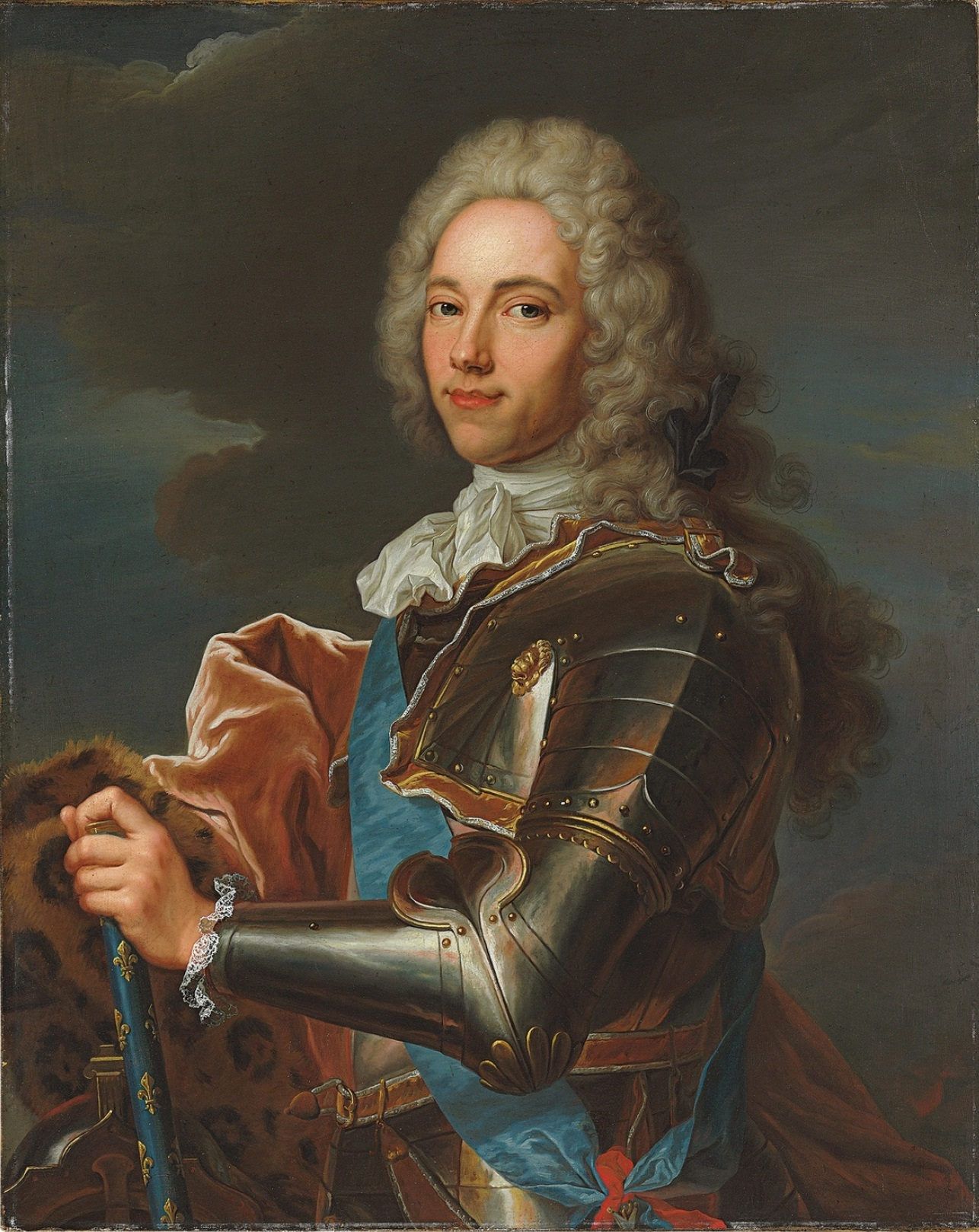
Duc de Broglie (1671–1745)